# Bodegas de Villaviciosa
Bodegas de Villaviciosa es una empresa elaboradora de sidras, vinos espumosos y zumos localizada en Gijón, Asturias, España. 

## Historia
Esta compañía fue fundada en 1921 con la denominación social de "Champanera de Villaviciosa, S.A" en la parroquia de Castiello de la Marina (Villaviciosa) de ahí el nombre de la sociedad. En 1930 se traslada a Gijón, donde construye su nueva fábrica en el barrio de El Tragamón, parroquia de Cabueñes. Fue una empresa proveedora de la casa real española, con la marca sidra "Reina Victoria", en honor a Victoria Eugenia de Battenberg reina consorte de Alfonso XIII. El eslogan de esta sidra era: "La sidra Reina Victoria debe su éxito a su alta calidad". 
Entre otras conocidas marcas que representan la historia de esta empresa cabe destacar: Sidra La Asturiana, Real Sidra Asturiana y Sidra Cima cuyo origen está en un antiguo lagar situado en Colloto, Oviedo donde en 1875 se empezó a producir y comercializar esta marca. 
En febrero de 2008 al ser denunciada la empresa por los franceses de la D.O. Champagne, pasó a denominarse "Ch. de Villaviciosa, S.A." 

Desde junio de 2010 cambia a la denominación actual de “Bodegas de Villaviciosa, S.A.”

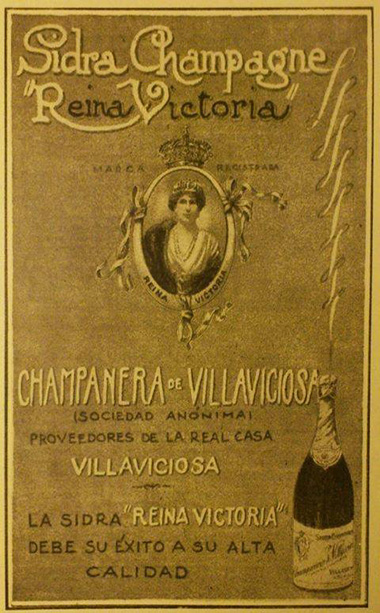
Antiguo cartel publicitario.

## Distribución
En España, Bodegas de Villaviciosa está presente en diversos supermercados. Además, esta compañía trabaja con gran variedad de distribuidores y empresas de lotes navideños. 

Entre el 30% y el 40% de su producción está destinada a la exportación. Se puede encontrar sus productos en países de tradicional consumo de sidra o vinos españoles como EE.UU, México, Panamá, Cuba o Puerto Rico. Estos últimos años ha fijado sus objetivos en expandir su presencia en mercados de países de África, Norte de Europa o Asia.